# Alessandro Asen
Alessandro Asen (in bulgaro Александър Асен?, Aleksandăr Asen; Veliko Tărnovo, ... – ...; fl. XII-XIII secolo) è stato un nobile bulgaro.

## Biografia
Era il secondo figlio dello zar Ivan Asen I di Bulgaria e di Elena-Eugenia di Bulgaria. Dopo l'assassinio dello zio Kalojan nel 1207, fuggì con il fratello Ivan Asen II nel territorio dei Cumani e poi nel Principato di Galizia-Volinia. Nel 1217 tornarono dall'esilio. Con l'aiuto di mercenari russi, nel 1218 rovesciarono il cugino Boril dal trono e Ivan Asen II si proclamò imperatore dei Bulgari. Dopo il rovesciamento di Boril, Alessandro fu nominato sebastocratore e gli fu offerta la regione di Sredec (Sofia) come feudo. Alessandro riuscì a sconfiggere l'invasione ungherese nei pressi di Belgrado nel 1232. Nel 1233 l'esercito bulgaro, guidato da Alessandro, combatté contro gli ungheresi e riconquistò i possedimenti delle aree bulgare occupate.
Alessandro ebbe un figlio di nome Kaliman (Coloman), che dopo l'assassinio di Michele II Asen nel 1256 salì al trono bulgaro per alcuni mesi con il nome di Kaliman II, quando fu rovesciato e assassinato.

## Ascendenza
|                 |        |                                             | Genitori |  |  | Nonni |  |  | Bisnonni |  |  | Trisnonni |  |
|                 |        |                                             |          |  |  |       |  |  | …        |  |  | …         |  |
|                 |        |                                             |          |  |  |       |  |  | …        |  |  | …         |  |
|                 |        | …                                           |          |  |  |       |  |  | …        |  |  |           |  |
| …               |        |                                             |          |  |  |       |  |  | …        |  |  |           |  |
|                 |        | …                                           | …        |  |  |       |  |  |          |  |  |           |  |
|                 |        | …                                           | …        |  |  |       |  |  |          |  |  |           |  |
|                 |        | …                                           | …        |  |  |       |  |  |          |  |  |           |  |
| Ivan Asen I     |        | …                                           |          |  |  |       |  |  |          |  |  |           |  |
|                 |        | …                                           | …        |  |  |       |  |  |          |  |  |           |  |
|                 |        | …                                           | …        |  |  |       |  |  |          |  |  |           |  |
|                 |        | …                                           | …        |  |  |       |  |  |          |  |  |           |  |
| …               |        | …                                           |          |  |  |       |  |  |          |  |  |           |  |
|                 |        | …                                           | …        |  |  |       |  |  |          |  |  |           |  |
|                 |        | …                                           | …        |  |  |       |  |  |          |  |  |           |  |
|                 |        | …                                           | …        |  |  |       |  |  |          |  |  |           |  |
| Alessandro Asen |        | …                                           |          |  |  |       |  |  |          |  |  |           |  |
|                 | Zavida | Uroš I, Grand Principe di Serbia            |          |  |  |       |  |  |          |  |  |           |  |
|                 | Zavida | Uroš I, Grand Principe di Serbia            |          |  |  |       |  |  |          |  |  |           |  |
|                 | Zavida | Anna Diogenissa                             |          |  |  |       |  |  |          |  |  |           |  |
| Stefano Nemanja | Zavida |                                             |          |  |  |       |  |  |          |  |  |           |  |
|                 |        | …                                           | …        |  |  |       |  |  |          |  |  |           |  |
|                 |        | …                                           | …        |  |  |       |  |  |          |  |  |           |  |
|                 |        | …                                           | …        |  |  |       |  |  |          |  |  |           |  |
| Elena-Eugenia   |        | …                                           |          |  |  |       |  |  |          |  |  |           |  |
|                 |        | Romano IV Diogene o Alessandro di Valacchia | …        |  |  |       |  |  |          |  |  |           |  |
|                 |        | Romano IV Diogene o Alessandro di Valacchia | …        |  |  |       |  |  |          |  |  |           |  |
|                 |        | Romano IV Diogene o Alessandro di Valacchia | …        |  |  |       |  |  |          |  |  |           |  |
| Anna di Serbia  |        | Romano IV Diogene o Alessandro di Valacchia |          |  |  |       |  |  |          |  |  |           |  |
|                 |        | …                                           | …        |  |  |       |  |  |          |  |  |           |  |
|                 |        | …                                           | …        |  |  |       |  |  |          |  |  |           |  |
|                 |        | …                                           | …        |  |  |       |  |  |          |  |  |           |  |
|                 |        | …                                           |          |  |  |       |  |  |          |  |  |           |  |